# Sagitta (geometria)
Si consideri una circonferenza di raggio {\displaystyle r} ed un poligono regolare di {\displaystyle k} lati inscritto ad essa. Si definisce sagitta la differenza {\displaystyle r-a_{k}} in cui {\displaystyle a_{k}} è l'apotema del poligono data da {\displaystyle {\sqrt {r^{2}-\left({\frac {l_{k}}{2}}\right)^{2}}}} dove {\displaystyle l_{k}} è il lato del poligono.
Viene utilizzata nel calcolo dell'approssimazione di {\displaystyle \pi } nell'algoritmo di Zu Chongzhi.